# Museo virtual

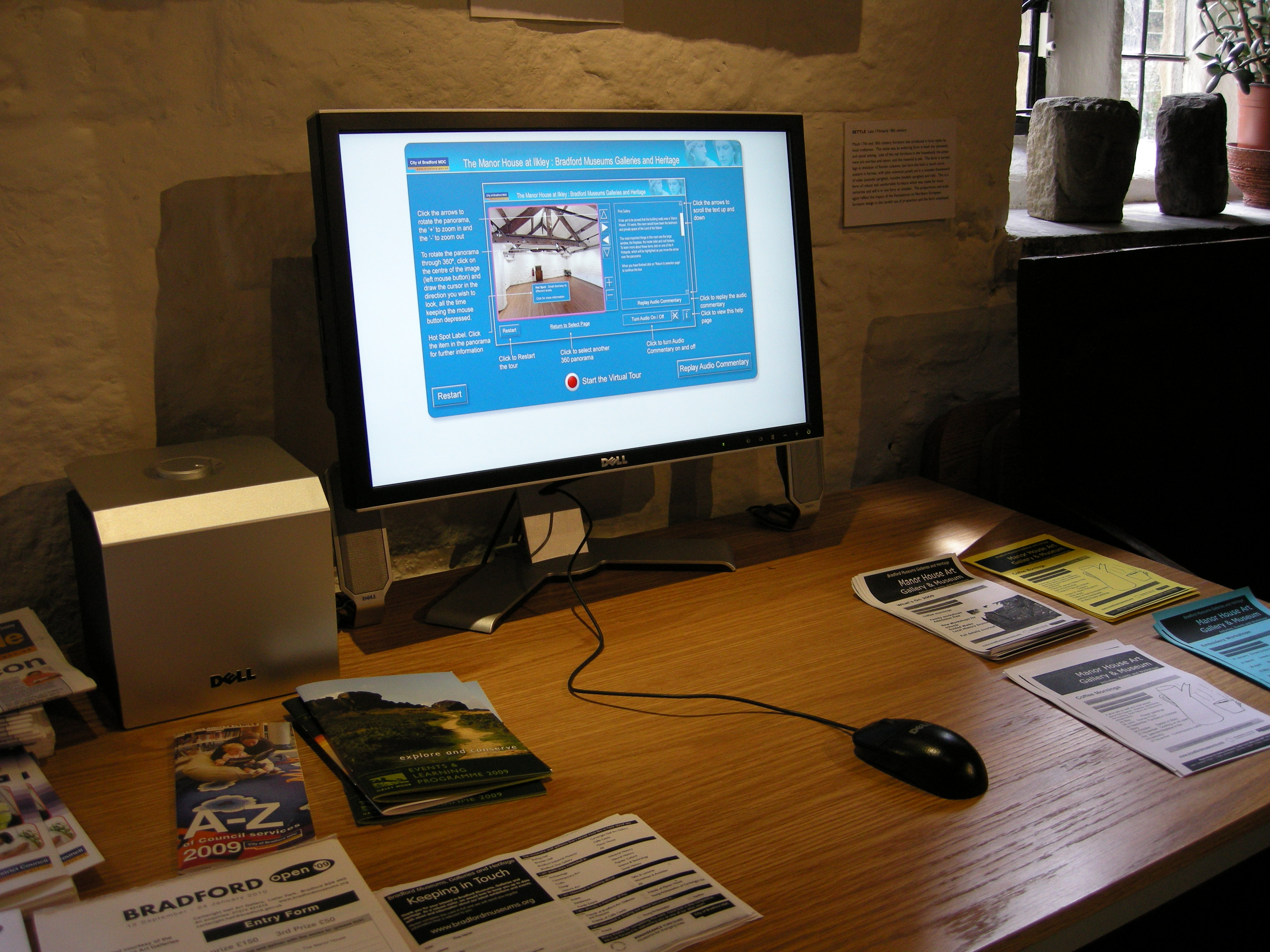
En el Manor House Museum (Ilkley, Reino Unido) existe una instalación virtual para poder visitar la parte superior del museo, inaccesible a los discapacitados físicos

Un “museo virtual” es un museo, o una parte de un museo, que se caracteriza por el uso de medios computacionales para mostrar, preservar, estudiar, reconstruir y divulgar el patrimonio material o inmaterial de la humanidad. Este tipo de museo se integra perfectamente dentro de la definición que el ICOM (Consejo Internacional de Museos) establece para la palabra Museo.

## Estado de la cuestión
Actualmente, se piensa que el verdadero valor de los museos virtuales se encuentra precisamente en aquello que pueden aportar únicamente ellos y no los museos físicos: exposiciones que no existen físicamente; acceso a objetos no expuestos en el museo físico; acceso completo a piezas tridimensionales desde cualquier punto de vista; colaboración en tiempo real en torno a exposiciones o piezas con personas de cualquier lugar del planeta; etcétera.
El diseño de un museo virtual puede centrarse en objetos de arte, de historia natural, etcétera, o puede consistir en una exhibición en línea de fuentes primarias o secundarias. Los museos virtuales pueden además ser una extensión de los museos ya existentes o nacer digitalmente, según el término born-digital. En el primer caso se hacen visitas virtuales 360 como es el caso, entre otros, del Museo del Louvre en París o el Museo Nacional de Antropología de México. Los museos que nacen digitalmente pueden incluir contenidos de  ambientes 3D, net art, realidad virtual o arte digital como es el caso de Espacio bite, una museo de arte digital, un entorno virtual  orientado a prácticas artísticas.
Aún existen polémicas sobre si el museo virtual es o no un museo, si es otra dependencia como lo son el archivo y la biblioteca. Se le conoce como hipermuseo, museo digital, museo de arte digital, cibermuseo, o web museo.

## Tipos de museos virtuales
Pese a que se podrían dividir de muchas formas, existe una gradación según el contenido virtual disponible que define varios tipos de museos:
1. Los que son poco más que plataformas publicitarias para un museo físico. Aprovechan Internet como “tablón de anuncios” pero no ofrecen acceso a ningún tipo de contenido virtual, sin permitir ni siquiera la visualización de una muestra representativa de las colecciones del mismo. Propias de la Web 1.0.
2. Los que acompañan al museo físico con una muestra virtual de sus colecciones, en ocasiones con gran calidad y riqueza en cuanto al contenido gráfico y a la información referente a las piezas que se permite visualizar de forma virtual. Proporcionan, además, acceso a algunos servicios típicos de los museos tradicionales como la tienda o la biblioteca. Siguen estando dentro del sistema Web 1.0.
3. Los que incorporan, además de todo lo anteriormente indicado, nuevas funciones únicamente existentes en el espacio virtual: expositivas, educativas, sociales, culturales, recreativas, tecnológicas, etc., y donde el museo físico es completado por un componente virtual igualmente importante, enriquecedor y diferente, y donde la presencia de los usuarios y la comunicación con el Museo es constante. Se trata de un sistema plenamente dentro de la Web 2.0.
4. Los que carecen de sede física y existen únicamente en Internet. Estos últimos tienen un especial atractivo ya que ofrecen el acceso a un material que solo existe en la red, convirtiéndose en la forma más pura de museo virtual. Pueden incluirse dentro de la Web 1.0. –si no hay intercomunicación usuario/museo- o dentro de la Web 2.0.
5. Los que tienen sede física. Estos han ido surgiendo en los últimos años del siglo XXI, y han conseguido convertir la tecnología en una inmensa obra de arte.[7]

## Ventajas e inconvenientes de los museos virtuales
Los museos virtuales son una parte importante de la realidad museística actual pero es necesario reflexionar acerca de sus ventajas y sus inconvenientes, con objeto de no denostarlos ni sobrevalorarlos.
Para ello es posible individualizar una serie de ventajas:
- Posibilitan el acceso colectivo a productos de la creación humana.
- Permiten el acceso gratuito de cualquier persona en todo momento y lugar a representaciones de obras de arte reales, posibilitando su disfrute a personas afectadas por alguna discapacidad o que por problemas económicos y de distancia no pueden acudir al museo físico.
- Permiten el acceso a colecciones y piezas que no se encuentran expuestas en las salas del museo físico.
- Trascienden las limitaciones de espacio y tiempo del museo físico, siendo posible la organización simultánea de las obras según distintos criterios y contextos.
- Permiten un acceso no destructivo a representaciones fidedignas y muy precisas de las obras (fotografías, modelos tridimensionales).
- Posibilitan el acceso a bases de datos e información, a teleconferencias y foros de discusión así como a otras aplicaciones informáticas relacionadas con las que en el museo físico es imposible o muy difícil acceder.
- Poseen el potencial de reconceptualizar la relación entre las obras expuestas, el personal del museo y los visitantes y usuarios del mismo, permitiendo la formación de una noción de museología más participativa, que permite la implicación del usuario.
- Son museos más democráticos, atendiendo a un público más numeroso que puede involucrarse más fácilmente en proyectos culturales.

Sin embargo, no todo son ventajas y debemos tener también muy en cuenta los inconvenientes de los museos virtuales para conocer sus limitaciones:
- Para su acceso es necesario tener un soporte informático (ordenador, Teléfono inteligente…) con conexión a Internet y no todo el mundo dispone de ella.
- Para su correcto uso y el acceso a todas las posibilidades referidas anteriormente, son necesarios ciertos conocimientos y habilidades referidas al uso de las tecnologías de la información y la comunicación que no todas las personas poseen.
- La organización de las muestras es en ocasiones terriblemente caótica, lo que dificulta el verdadero acceso a las obras. Es necesario plantear “exposiciones” virtuales con los criterios profesionales oportunos que posibiliten un verdadero acceso a conocimiento de calidad.
- El bagaje cultural e intelectual necesario para participar en las experiencias educativas propuestas por los museos virtuales y digitales puede obstaculizar el acceso democrático al patrimonio expuesto.
- Un ordenador nunca será capaz de replicar o simular la experiencia sensorial que el contacto con el objeto puede suponer en los museos físicos. Además, la mayoría de las imágenes que encontramos en un museo virtual son de baja o insuficiente calidad, lo que afecta a la correcta contemplación de los objetos. Una menor respuesta emocional ante un objeto puede implicar una respuesta cognitiva de baja intensidad.
- Muchos docentes pueden experimentar dificultades en el uso de recursos tecnológicos como los ordenadores, lo que obstaculiza su acceso a los museos virtuales y el uso de sus posibilidades educativas.

Pese a que, como se ha indicado más arriba, la visita del museo virtual nunca sustituirá una visita al museo físico, así como las piezas virtuales nunca podrán sustituir a las físicas, debemos tener en cuenta que la sostenibilidad de los museos virtuales pasa por el progresivo aumento de los conocimientos informáticos de la población pero también por una necesaria simplificación del uso y acceso a estas plataformas, en ocasiones excesivamente intrincadas y complejas.

## Investigación en los museos virtuales
Gracias a las nuevas posibilidades que ofrece este tipo de museos, cada vez se abren muchas más vías de investigación, fundamentadas principalmente en el libre acceso a completas bases de datos de las piezas de cada museo. Pese a que las bases de datos en línea no constituyen en sí mismas museos virtuales, sí suelen ser una de las partes de estos últimos, por lo que es conveniente referirse a su uso.
La digitaliazción de los museos es una tarea hacia la que se han enfocado muchos esfuerzos en los últimos años, tanto por parte de las propias instituciones museísticas como de asociaciones culturales, investigadores y gobiernos. Se han puesto en marcha proyectos relacionados con la informatización tecnológica de datos con el objetivo de preservar el patrimonio cultural, permitir su restauración y reconstrucción virtual y aportar recursos educativos.
Algunos ejemplos de construbiciones en el campo de la museografía virtual son: Euromuse Archivado el 10 de marzo de 2012 en Wayback Machine. o DigiCULT.
Para realizar una investigación en torno a los fondos en línea de los museos españoles existen varios portales:
- CERES – Es la red digital de colecciones de museos de España. Se ocupa de reunir las colecciones de museos de diferente tipo con el fin de facilitar el acceso y la difusión de las colecciones informatizadas de forma conjunta.
- HISPANA – Portal que reúne las colecciones digitales de archivos, bibliotecas y museos conformes a la Iniciativa de Archivos Abiertos que promueve la Unión Europea y cumple en relación con los repositorios digitales españoles funciones similares a las de Ceres.
- EUROPEANA – Se trata de un buscador museográfico similar a Ceres o Hispana pero que abarca gran cantidad de museos de toda Europa y no solo de España.

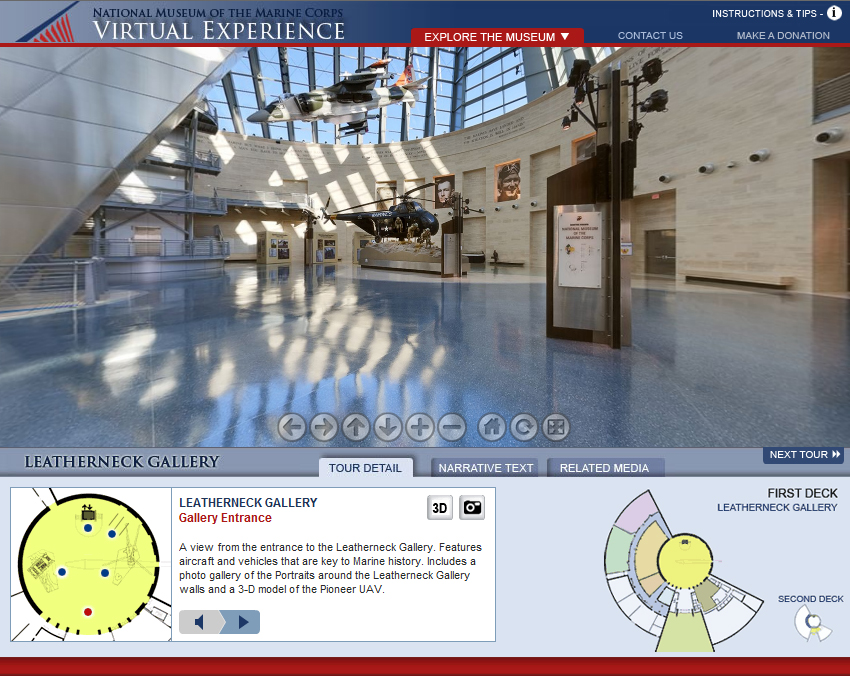
El National Museum of the Marine Corps (EE. UU.) dispone de una página web en la que se puede realizar una visita al entorno virtual del museo basada en panorámicas de 360°

También El Museo Virtual Molina Campos, que se encuentra actualmente instalado en Second Life, y que es único es su tipo ofreciendo, visitas guiadas, a través de su chat voice en tiempo real.
En el mismo se puede hallar información en varios idiomas

## Entornos interactivos
Existen muchos tipos de entornos interactivos pero generalmente se pueden dividir en dos tipos:
1. Entorno basado en panorámicas de 360°. Se trata de la simulación de un espacio tridimensional por medio de fotografías que conforman panorámicas de 360° sobre las que se puede interactuar (acercándose a algunas obras, obteniendo información de ellas al pulsar en cierto punto, etc.). Algunos ejemplos de museos de este tipo son el de la exposición del Impresionismo realizada en la Fundación Mapfre, la visita virtual al Museo Sorolla, o la "virtual experience" en el National Museum of the Marine Corps (EE. UU.) Archivado el 2 de agosto de 2013 en Wayback Machine.. Pese a que la calidad fotográfica es mayor que en el otro tipo de entorno interactivo, el movimiento de la cámara es bastante irreal y la libertad de interactuación con el entorno es muy reducida.

1. Entorno basado en modelado 3D. Consiste en la creación de un espacio tridimensional mediante software de modelado dentro del cual se puede mover el usuario gracias a motores de juego. Este tipo de sistema es el que se intenta aplicar últimamente y el que permite una mayor presencia virtual del usuario dentro del entorno, siendo también la interactuación mucho mayor pese a que el fotorrealismo puede ser más reducido. Algunos ejemplos de este tipo de entornos tridimensionales son el Museo virtual del yacimiento arqueológico de Segeda –todavía en desarrollo-, o la visita al antiguo sitio de Gizeh Archivado el 18 de noviembre de 2012 en Wayback Machine. en la página desarrollada por Dassault Systemes.

## Algunos ejemplos de museos virtuales
Existe una serie de museos que fueron pioneros en la práctica virtual, todos ellos puestos en funcionamiento antes del 2000. En aquel tiempo, las páginas web eran más simples, el ancho de banda más escaso, los conceptos acerca de los museos virtuales se estaban todavía desarrollando y las tecnologías multimedia todavía estaban muy limitadas. Algunos museos virtuales comenzaron su andadura en otras plataformas electrónicas y no en sitios web, en ocasiones estableciéndose en museos físicos existentes: 
- Museum of Computer Art (MOCA) – Fundado en 1993. Dirigido por Don Archer, una institución sin ánimo de lucro puesta en marcha por el Departamento de Educación del Estado de Nueva York (EE. UU.). El MOCA ha sido premiado como el dominio web museístico de más elevado estatus por la Museum Domain Management Association (MuseDoma) en 2002.

- Web Museum, París – Fundado en 1994. Es un museo virtual pionero creado por Nicholas Pioch y hospedado en ibiblio.
- Lin Hsin Hsin Art Museum – En línea desde 1994.
- Museo de Historia de la Ciencia de Oxford (The Museum of the History of Science in Oxford) – abierto en 1683, se encuentra en línea desde agosto de 1995. Localizado en uno de los primeros edificios del mundo que fueron construidos expresamente para alojar un museo, pudo comenzar su andadura en línea relativamente pronto debido a sus ventajas de acceso a internet y los expertos disponibles en el entorno de la universidad de Oxford.
- Liubliana: Open-Air Museum – Fundado en 1993, se encuentra en línea desde 1996. Liubliana, la capital de Eslovenia, fue presentada como un inmenso museo donde las calles eran las exposiciones de arquitectura y el interior de los edificios las salas del museo. El método de presentación fueron mapas y panoramas de 360° interactivos.
- Virtual Museum of Computing – Fundado en 1994. En él podemos encontrar una colección ecléctica de enlaces y otros recursos en línea en torno a la historia de los ordenadores y a la ciencia informática.
- Museo Virtual Argentino creado por la Arquitecta Adriana Elvira Piastrellini en Argentina para el Museo de Ciudadela Primer Museo de multimedios (1996).
- Primer Museo Virtual Naval, Diseñado por la arquitecta Adriana Elvira Piastrellini, con el objeto de contar la historia de los héroes navales. Presenta el primer modelo virtual de la Cobreña Uruguay y un juego virtual con cascos virtuales para que el público interactuarla e intentara rescatar a la Expedición de Otto Nordenkjol, sin que chocaran con los hielos de la Antártida. Presentado en el Apostadero Naval Buenos Aires en CASA FOA (1999)
- Virtual Museum of New France – En línea desde 1997. Establecido por el Canadian Museum of Civilization Corporation.
- Museo del Mundo en línea desde marzo del 2019. Fundado por las investigadoras Camila Caris y Esperanza Hidalgo en Santiago de Chile. Museo del Mundo es el primer museo virtual de arte popular del mundo.
- Museo de Historia Natural del condado de Los Ángeles – Fundado en 1910, en línea desde 1998. Este museo es el museo de historia natural más grande de los Estados Unidos del Oeste y un activo centro de investigación.
- WebExhibits – Fundado en 1999, en línea desde 1999. Se trata de un museo web interactivo que impulsa a los visitantes a pensar y explorar distintos fenómenos científicos y culturales desde puntos de vista diferentes.
- Museo de Ciencias de Londres (The Science Museum of London) – Fundado en 1857, en línea desde 1999. Uno de los museos de ciencia más grandes del mundo que estableció una pronta presencia en Internet.
- Ibiblio – Fundado en 1992, en línea desde 2000. Una exposición en línea con el apoyo de la Biblioteca del Congreso de Estados Unidos.
- The Museum of Fred – Fundado en 1999, en línea desde 2000.
- En el año 2001, la Arquitecta Adriana Elvira Piastrellini presenta en CASA FOA el Museo de Santa Catalina de Siena y la primera reconstrucción en 360 de los sitios caterinianos. Para contar la vida y obra de la Santa Patrona de Roma.
- Primer Burbuja Virtual creada por la Arquitecta Adriana Elvira Piastrellini para reproducir Arte. En la cual el público visitante se encontraba sumergido en la escena. Por este diseño fue becada por el Gobierno de Japón en 2004, para recibir un máster en calidad total en AOTS, por su similitud al proyecto que Japón estaba desarrollando para la muestra Aichi para la Diversidad Biológica 2015.
- Primer Muestra de Arte Virtual inversiva (2005), creada por la arquitecta Adriana Elvira Piastrellini y presentada en Camerano Ancona Italia, con motivo de los festejos organizados por la Comuna, virtualizó la Obra del Artista plástico Rogelio Polesello y la proyectó en las paredes de la Ciudad Medieval incorporando la arquitectura del lugar como soporte de las imágenes y también en el sotosuelo de la Grotte Mancinforte, proyectó sobre sus muros y sobre los visitantes, creando un clima ideal inmersivo mientras se degustaban vinos argentinos. lUEGO ESTA muestra la presentó en argentina en la Rural en la exposición de bodegas y v vinos y en Mendoza con el auspicio del Ministerio de Cultura y Turismo de Mendoza y la Empresa Carrefour, en el Hyatt Wine Award en el Hotel Hyatt Mendoza, Argentina.(2006)
- Museo Judío de Montreal fundado en 2010 por Zev Moses.

Actualmente, la mayoría de los museos tienen presencia en la web, con diversos grados de información en línea, como hemos visto anteriormente. Estos son algunos de los más visitados museos virtuales de la actualidad:
- America's Black Holocaust Museum – Es un museo que existe únicamente en línea y que presenta exposiciones sobre el Holocausto Negro en EE. UU., comenzando por la inmigración forzada desde África. Las cuatro partes del museo son Rememoración, Resistencia, Redención y Reconciliación. La historia se cuenta a través de imágenes y vídeos, textos interpretados y originales, interactividad, obras de arte, etc.
- International Museum of Women – Es un museo que existe únicamente en línea y que realiza exposiciones sobre distintos aspectos del mundo femenino, proporcionando también un espacio para la comunidad en línea interesada en estos temas.
- Google Art Project – Es una recopilación en línea de imágenes de obras de arte de altísima resolución pertenecientes a galerías de todo el mundo. Permite, además, un tour virtual por las galerías que tienen un convenio con Google Art. Este proyecto fue lanzado en febrero del 2011 por Google e incluye obras de arte de galerías y museos como la Tate Gallery de Londres, el Metropolitan Museum of Art de Nueva York, los Uffizi de Florencia o el Museo del Prado de Madrid.
- Virtual Museum of Modern Nigerian Art — El VMMNA es el primer museo virtual de este tipo de África. Hospedado en la Universidad Pan-Africana de Lagos, Nigeria, este museo virtual ofrece una visita al desarrollo del arte nigeriano de los últimos 50 años.
- Blue World Web Museum — Este museo tiene una plataforma en línea que busca proporcionar una experiencia educativa en los campos del arte marítimo y las distintas actividades relacionadas.
- UK's Culture24 — Guía en línea sobre museos públicos, galerías, librerías, archivos, lugares patrimoniales y centros científicos del Reino Unido.
- Hampson Virtual Museum — Museo virtual que permite a los visitantes estudiar sus piezas para el análisis arqueológico. El museo muestra cientos de piezas escaneadas con láser a gran resolución del sitio de Hampson, pertenecientes al periodo de los indios americanos. Es posible descargar las piezas tridimensionales para su visualización y uso libre gracias a que se encuentran bajo licencia Creative Commons.
- Virtual Museum of Canada — Permite llegar de forma virtual a los más de 2500 museos de Canadá, unificándolos en la web para su más fácil acceso desde cualquier parte del mundo.
- Virtual Museum of Slovenia — Proyecto nacional del ministerio de cultura de Eslovenia, comenzado en 2000 y culminado en el 2004, que permite la visualización de más de 106 exposiciones de museos eslovenos.
- Tucson Museum – En la red desde el 2008, este museo conserva información virtual sobre la historia de Tucson Arizona (EE. UU.) desde el siglo XVII.
- National Museum of the U.S. Air Force – Desde 2010 se puede observar en este museo un tour por el más grande y antiguo museo de la aviación.
- Virtual Museum of the History of Mineralogy – Contiene fotografías y descripciones de objetos representativos relacionados con la historia de la mineralogía y la cristalografía.
- Virtual Museum of Patagonian Fossils – Nos permite estudiar los corales, bosques petrificados, trigonites, etc. También disponible en lengua española.
- mheu – Museo sobre urbanismo y entorno urbano que ofrece exposiciones temáticas que incluyen imágenes, literatura, sonidos, vídeos…
- Come2tell – Museo virtual que nos presenta un recorrido por la historia de las Venus Prehistóricas.
- The East Indies Museum – Museo virtual que muestra una exposición ecléctica de obras de arte provenientes de las islas del sudeste asiático.
- Museum Syndicate – Museo virtual que crea una red de obras de arte pictóricas, arquitectónicas, fotográficas, escultóricas, etc… incluyendo muchas obras maestras extrañas y difíciles de encontrar en cualquier otro sitio.
- The Museum of Online Museums – Catálogos y conservadores de una colección de museos diferentes.
- International New Media Gallery – Museo en línea especializado en videoarte contemporáneo.
- Victoria And Albert Museum – Este museo británico muestra un sistema de acceso muy desarrollado a gran parte de sus colecciones de forma en línea, convirtiéndose en uno de los museos virtuales más visitados.
- Espacio Byte, Museo de arte digital – En línea desde 2013. Dirigido por Enrique Salmoiraghi, una institución sin fines de lucro con base en Argentina. Conserva, estudia y difunde diversas prácticas del arte digital. Es un museo virtual abierto las 24 hs., los 365 días del año.
- Internetmuseum  – Se inauguró un museo digital sueco en 2014. La ambición del museo es difundir el conocimiento de la historia sueca de Internet y preservar el patrimonio digital.
- Universal Museum of Art - UMA  es un museo en línea lanzado en diciembre de 2017. Su principal misión es crear exposiciones accesibles para todos, en cualquier lugar, de forma gratuita y en realidad virtual.
- MAC VR 3D  (Museo de arte contemporáneo VR 3D) – es uno de los primeros museos modelados completamente en 3D, centrado en nuevas tecnologías, incluida la realidad virtual, visible en Internet y en un casco de realidad virtual. Este museo está geolocalizado en Longwy (Francia) y ofrece visibilidad a artistas contemporáneos de varios países. Fundada en 2018 por Art Total Multimedia en Canadá.
- Museo del Mundo – Fundado en 2016. Dirigido por Camila Caris Seguel y Esperanza Hidalgo Faúndez es una institución que dedicada a la investigación y al coleccionismo de objetos artísticos de raíz popular elaborados en distintos lugares del mundo. Colecciones disponibles de manera en línea desde 2019.

También existen otros Museos Virtuales de participación comunitaria, dónde los usuarios registrados aportan sus imágenes a la colección del Museo, conformando un interminable abanico de posibilidades multiculturales.
- MVA Museo Virtual Argentino es un ejemplo de ello. La participación de los usuarios y las historias detrás de cada foto aportada, revela una riqueza cultural sin precedentes, "La Historia" escrita por la gente, historiadores naturales tan creíbles como los historiadores que recopilan datos.

Por último debemos citar el primer museo con sede física propia; https://borderless.teamlab.art/, inaugurado el 21 de junio de 2018 en Tokio (Japón). Las obras que se exponen, son producidas enteramente por 520 computadoras y 470 proyectores distribuidos por todo el lugar. Aquí la tecnología digital ha permitido al arte liberarse de lo físico y trascender las fronteras.
En el año 2022 AdbA ART DECO Argentina- ACAPA gana por Mecenazgo el Primer museo virtual Art Deco internacional. Volcando sus esfuerzos a crear archivos inclusivos para ciegos y personas con discapacidad visual.